# Neosho (Missouri)
Neosho é uma cidade localizada no estado americano de Missouri, no Condado de Newton.

## Demografia
Segundo o censo americano de 2000, a sua população era de 10.505 habitantes.
Em 2006, foi estimada uma população de 11.243, um aumento de 738 (7.0%).

## Geografia
De acordo com o United States Census Bureau tem uma área de
38,7 km², dos quais 38,7 km² cobertos por terra e 0,0 km² cobertos por água.

## Localidades na vizinhança
O diagrama seguinte representa as localidades num raio de 20 km ao redor de Neosho.